# Maserati 4CL e 4CLT
La 4CL, e la sua derivata 4CLT, sono state autovetture monoposto da competizione costruite dalla Maserati dal 1939 al 1950.
La 4CL fu introdotta all'inizio della stagione 1939 come rivale dell'Alfa Romeo 158 e delle vetture ERA. Correva nella classe voiturette dei Gran Premi di automobilismo internazionali. Sebbene le competizioni cessarono durante la seconda guerra mondiale, la 4CL fu una dei modelli che si imposero alla ripresa delle gare alla fine degli anni quaranta. Esperimenti con un compressore volumetrico a due stadi ed un telaio tubolare alla fine portarono all'introduzione nel 1948 del modello rivisitato 4CLT. La 4CLT fu costantemente aggiornata nei due anni seguenti. Il risultato fu il modello 4CLT/50, introdotto nell'anno inaugurale del Campionato del mondo di Formula 1 del 1950. Nell'immediato dopoguerra, e nei primi due anni di partecipazione al campionato di Formula 1, la 4 CLT fu la vettura scelta di molti soggetti privati, che la portarono a partecipare a molte altre gare.

## Le vittorie
- 4CL: 6 (classe Voiturette prima della guerra); 25 (Gran Premi dopo la guerra); 0 (Formula 1).
- 4CLT: 18 (Gran Premi dopo la guerra); 0 (Formula 1); 5 (Gran Premi non valevoli per il Campionato di Formula 1).

## La 4CL

### Il progetto
Nella seconda metà degli anni trenta il rapido sviluppo della competitività della classe voiturette, l'introduzione dell'Alfa Romeo 158 e dei modelli ERA spinsero la Maserati a progettare un nuovo motore in linea a quattro cilindri. Questo propulsore erogava 30-50 bhp in più del precedente sei cilindri in linea grazie all'incremento del numero delle valvole (ora quattro per cilindri), all'uso di un compressore volumetrico più potente e ad un piccolo incremento del rapporto di compressione. La cilindrata era di 1491 cm³. Secondo tradizione Maserati, il motore fu montato su un telaio di un modello precedente, in questo caso della Maserati 6CM. Il telaio aveva una un'architettura convenzionale, con due longheroni a sezione scatolata che correvano per tutta la lunghezza del corpo vettura. Ad essi andavano a congiungersi, a mo' di scala a pioli, delle traverse di minori dimensioni. Il progetto della 4CL utilizzava comunque molta più componentistica in lega di alluminio che non nel modello precedente. Il cambio era manuale a quattro rapporti.
Le sospensioni anteriori erano indipendenti con barra di torsione. Quelle posteriori erano a balestra e ad assale rigido.
Sebbene avesse un passo quasi identico alla Maserati 6CM, la 4CL possedeva un carreggiata più larga di 5 cm, ed era più ribassata grazie al riposizionamento degli attacchi delle molle degli ammortizzatori.
Ad avvolgere questo telaio di tipo tradizionale c'era un corpo vettura basso e curvilineo, costituito da pannelli in lega leggera e costruito sempre presso la Maserati. La Casa del tridente fabbricò anche una versione aerodinamica della 4CL.
Lo sviluppo del motore continuò in risposta all'introduzione, da parte dell'Alfa Romeo, di motori sovralimentati con un compressore a due stadi. Questo però portò ad evidenziare la debolezza del design del telaio. Come tentativo di incrementarne la rigidità torsionale la Maserati iniziò a fare esperimenti con i telai tubolari. Queste prove furono inizialmente applicate alla 4CL nel 1947, e portarono all'introduzione della 4CLT nel 1948.
Il progetto della 4CL era di Ernesto Maserati.

### Storia delle corse

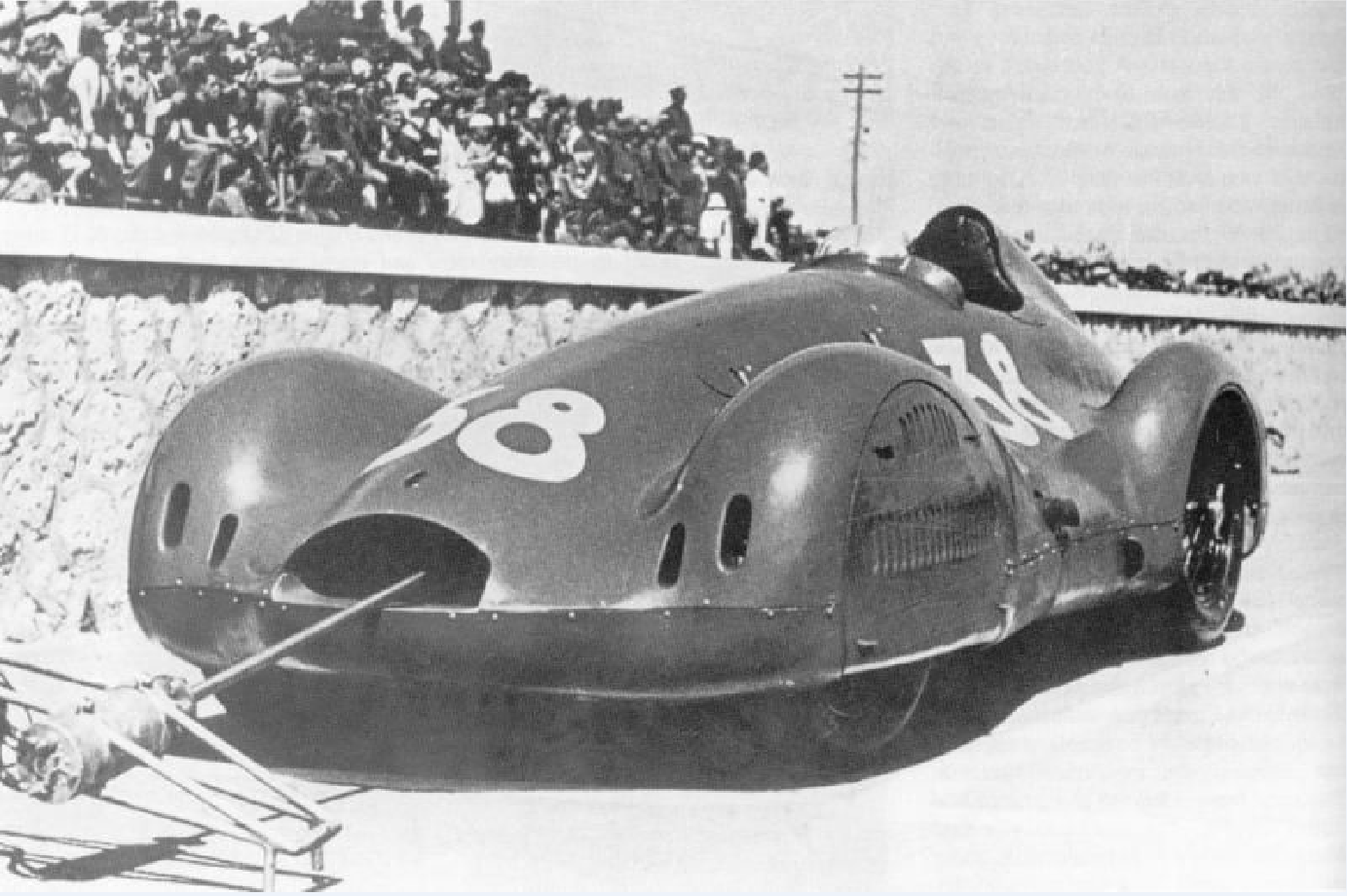
4CL "Streamliner" al Gran Premio di Tripoli 1939.

Con alla guida Luigi Villoresi, la versione aerodinamica della 4CL conquistò al suo debutto la pole position al Gran Premio di Tripoli del 1939, davanti alla Mercedes W165. Durante la gara due delle tre vetture partecipanti alla gara si ritirarono per problemi al motore, lasciando la vittoria alla Mercedes-Benz. La vittoria arrivò comunque due Gran Premi dopo, più precisamente al Gran Premio di Napoli con alla guida il privato John Peter Wakefield. Nelle rimanenti gare del 1939 riservate alla categoria “voiturette”, Wakefield colse due ulteriori vittorie, e la vettura ufficiale altre due, prima che lo scoppio della seconda guerra mondiale interrompesse le gare internazionali. Luigi Villoresi portò alla vittoria la 4CL nell'edizione del 1940 della Targa Florio. In questa edizione della gara c'era però la limitazione solo alle vetture provenienti dalle Potenze dell'Asse.
Alla ripresa delle competizioni nel 1946, Luigi Villoresi tornò immediatamente alla vittoria, conquistando la prima gara che seguiva la cessazione delle ostilità, il Gran Premio di Nizza. Anche Tazio Nuvolari e Giorgio Pelassa vinsero con la 4CL, ma il dominatore della stagione fu Raymond Sommer, anch'esso con una 4CL. La stagione più vincente fu quella disputata nel 1947 dove i piloti Maserati vinsero 10 corse, nonostante l'Alfa Romeo avesse schierato la 158 rivisitata e la nuova Tipo 308.
Dopo che la 4CL fu sostituita dalla nuova 4CLT, molti esemplari dell'auto più vecchia furono venduti a privati. Fu grazie alla popolarità raggiunta dalla 4CL coi privati che diversi esemplari gareggiarono ad alto livello fino all'avvento del primo campionato di Formula 1 nel 1950.

## La 4CLT

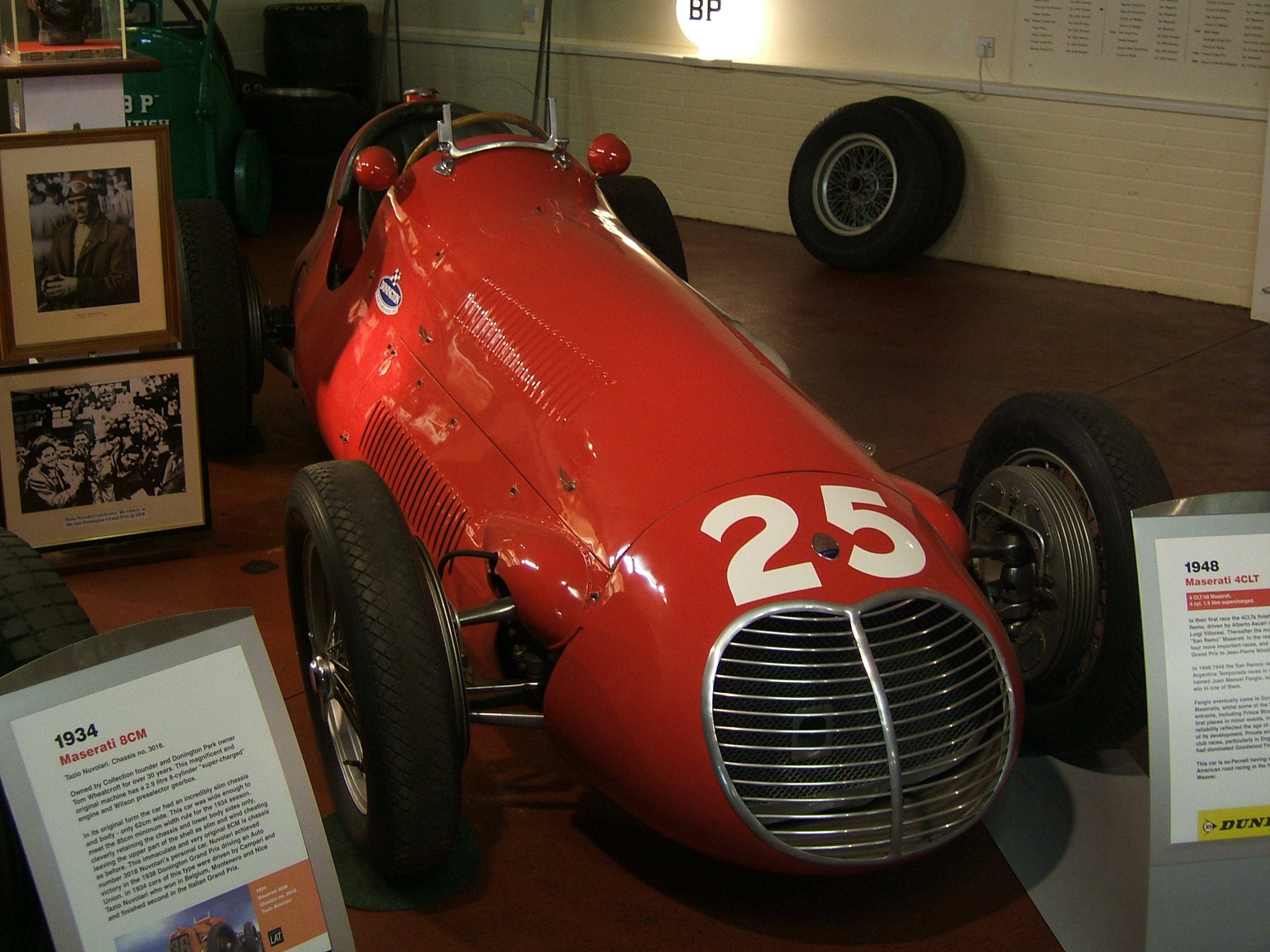
Una Maserati 4CLT/48 guidata da Reg Parnell

I cambiamenti al telaio ed al motore operati sulla 4CL portarono allo sviluppo della 4CLT, dove la “T” stava per telaio tubolare. L'incremento di rigidità torsionale che la struttura tubolare fu sfruttato per controbilanciare l'incremento di coppia e potenza, incremento risultante dall'impiego di due compressori applicati all'anziano motore a 4 cilindri in linea.
La potenza erogata dal motore era di 260 bhp, contro i 220 della 4CL. Altri cambiamenti furono l'uso di un supporto a cuscinetti per l'albero a gomiti, componenti delle sospensioni posteriori forgiati piuttosto che fusi, ed il telaio progettato per lavorare con ammortizzatori idraulici. La cilindrata era di 1491 cm³, e la disposizione dei cilindri era a quattro in linea. Il cambio era manuale a quattro rapporti.
Il progetto era di Ernesto Maserati, Alberto Massimino, Vittorio Bellentani e Arialdo Ruggieri

### 4CLT/48Sanremo
La prima variante della 4CLT derivò il suo nome dalla denominazione della gara dove debuttò e si aggiudicò i primi due posti, più precisamente al Gran Premio di Sanremo del 1948 con Alberto Ascari e Luigi Villoresi. Villoresi e Reg Parnell vinsero poi cinque delle rimanenti gare della stagione. Altri piloti che conquistarono importanti vittorie furono Juan Manuel Fangio, Nino Farina e Prince Bira. La vettura rimase competitiva fino al 1950.
L'innovazione principale fu l'uso di un telaio con i tubi a sezione circolare con longheroni e traverse, in sostituzione di componenti profilati. L'innovazione fu applicata con l'obbiettivo di raggiungere una più elevata rigidità torsionale che avrebbe permesso una maggiore velocità in curva. Il motore, di cilindrata 1490 cm³, adottava definitivamente due compressori a doppio stadio con un carburatore Weber a monte degli stessi, che permetteva al propulsore di erogare 270 cv, portato a quasi 330 dagli studi del professor Speluzzi della Scuderia Milano. Il rapporto di compressione era di 6:1 e il cambio era a quattro rapporti più la retromarcia. La distribuzione era a quattro valvole per cilindro a 90°. I freni erano a tamburo a comando idraulico. Le sospensioni erano a ammortizzatori idraulici Houdaille e barra stabilizzatrice. Quelli anteriori erano molle elicoidali, mentre quelli posteriori a balestra. La carrozzeria era in alluminio. La velocità massima della vettura era di 260–270 km/h.
Dopo l'introduzione del telaio modificato 4CLT/49 l'anno seguente, a due delle rimanenti 4CLT/48 Sanremo, fu aumentata la cilindrata a 1720 cm³; furono usate nelle gare Formula Libre Temporada a Buenos Aires.
Nel primo anno della Formula 1 (stagione 1950), la 4CLT/48 Sanremo disputò il miglior Campionato della Maserati in questa competizione. Le ultime varianti della 4CL che parteciparono al Campionato Mondiale furono una 4CLT/48 modificata da Arzani-Volpini, che fallirono però la qualificazione al Gran Premio d'Italia del 1955

### 4CLT/49
Piccole modifiche ai freni a tamburo ed alle appendici aerodinamiche alle feritoie di raffreddamento, assieme a piccoli cambiamenti nella plancia comandi e al riposizionamento del carter dell'olio, diedero luogo ad un'auto nota come 4CLT/49. La denominazione della vettura non era ufficiale, dato che non si seppe mai il nome datole dalla Maserati.
Il trio Ascari, Villoresi, Parnell, a cui si aggiunsero Juan Manuel Fangio e Toulo de Graffenried, nel 1949 vinsero nove gare suquindici, incluso il successo di Graffenried al Gran Premio di Gran Bretagna, l'ultimo prima dell'avvento della Formula 1. Una 4CLT/49 fu modificata dalla Maserati per poter montare un motore più potente, un V12 della OSCA.

### 4CLT/50
Nel 1950 iniziò il primo Campionato mondiale di Formula 1 organizzato dalla FIA. In risposta ai miglioramenti dell'Alfa Romeo 158, ed alle già competitive Ferrari e Talbot, la Maserati aggiornò il motore della 4CLT. Un albero a gomiti formato da più componenti, bielle alleggerite e bilanciate, una coppia di compressori più potenti e miglioramenti al sistema di iniezione portarono la potenza del motore a 280 bhp. La vettura fu anche alleggerita di 10 kg. Con queste migliorie la Maserati raggiunse quasi le prestazioni dell'Alfa Romeo. Sebbene moderatamente competitiva per gare brevi, le modifiche apportate furono troppo  per il design della vettura, che aveva ormai dieci anni, e si ritirò spesso per rottura del motore. Durante la stagione, le vittorie arrivarono solo in gare non valide per il Campionato mondiale di Formula 1. Juan Manuel Fangio vinse al Gran Premio di Pau; lo stesso giorno Reg Parnell conquistò il Richmond Trophy al Circuito di Goodwood, e David Hampshire si aggiudicò il Nottingham Trophy. Fangio vinse anche in Formula 2 il Gran Premio di Rampart ad Angoulême, su un telaio della 4CLT con il motore della A6 GCM. La Scuderia Milano modificò la 4CLT/50 per partecipare al Campionato mondiale di Formula 1 nella stagione 1950 e nella stagione 1951, ma senza successo.

### La 4CLT Platé
Un affiliato di lungo corso della Maserati, Enrico Platé, notata la non competitività delle Maserati in Formula 1, e convertì quindi una 4 CLT/48 nella Maserati-Platé 4CLT e decise di partecipare alle gare di Formula 2. Questa serie automobilistica era però per motori aspirati, e quindi furono tolti i due compressori. Per sopperire alla conseguente perdita di prestazioni, il rapporto di compressione fu raddoppiato e la cilindrata fu portata a 2 L. Con la diminuzione della potenza, fu diminuito il peso e la maneggevolezza incrementata riducendo il passo.

### Le ultime vittorie nelle gare
Toulo de Graffenried vinse il Richmond Trophy e Nino Farina il Gran Premio di Parigi nel 1951, ma con il passaggio alle regole della Formula 2 dal Campionato mondiale di Formula 1, si dimostrò che il vecchio telaio della 4CLT era troppo pesante e il motore troppo inferiore. Nonostante fossero state tra le più grandi vetture della fine degli anni trenta, la 4CL e la 4CLT annasparono di brutto quando nuove vetture da competizione, più piccole e leggere, nacquero da varie officine europee, che tra l'altro risentivano ancora degli effetti della guerra da poco terminata.
Molti modelli 4CL e 4 CLT partecipano regolarmente a sfilate d'auto d'epoca, e sono ospitati in musei.

## Esemplari
| Numero | Versione | Storia | Note          |
| ------ | -------- | --- | ------------- |
| 1583   | 4CLT     | Utilizzata da Alberto Ascari (Gran Premi di automobilismo 1947). | [ 2 ]         |
| 1593   | 4CLT/48  | Utilizzata da Alberto Ascari (Gran Premi di automobilismo 1948 e 1949) ed altri piloti, è stata di proprietà di Reg Parnell e della Scuderia Ambrosiana. Distrutta al Gran Premio di Germania 1951. | [ 3 ]         |
| 1594   | 4CLT/48  | Utilizzata da Gigi Villoresi nel 1948 e 1949. | [ 4 ]         |
| 1595   | 4CLT/48  | Comprata da Leslie Brooke il 29 agosto 1948 (data della consegna) e utilizzata da lui e altri piloti fino al 1952. | [ 5 ]         |
| 1596   | 4CLT/48  | Comprata il 14 settembre 1948 da Reg Parnell e da lui utilizzata fino al 1951. Dal 1952 al 1955 fu di proprietà di Giovanni Lurani che poi la vendette in Nuova Zelanda. | [ 6 ]         |
| 1598   | 4CLT/48  | Comprata da Prince Bira nel 1948 e da lui utilizzata nel 1948 e 1949. Comprata dalla Scuderia Platè e utilizzata nel 1950 e 1951 e 1952 (in questa stagione trasformata in Platè-Maserati) e poi venduta a Toulo de Graffenried. Venne poi ceduta alla 20th Century Fox per l'utilizzo cinematografico. | [ 7 ]         |
| 1599   | 4CLT/48  | Comprata nel 1949 dall'Automobile Club Argentino e utilizzata da vari piloti, tra i quali Juan Manuel Fangio, dal 1950 al 1952. | [ 8 ]         |
| 1600   | 4CLT/48  | Comprata nel 1949 dall'Automobile Club Argentino e utilizzata da vari piloti, tra i quali José Froilán González, dal 1950 al 1952. | [ 9 ]         |
| 1601   | 4CLT/48  | Comprata dalla Scuderia Platè nel 1949 per far gareggiare Toulo de Graffenried, che poi la rilevò per gareggiare nel 1950 e 1951. Venne poi ceduta alla 20th Century Fox per l'utilizzo cinematografico.                                                                                                | [ 10 ]        |
| 1602   | 4CLT/48  | Comprata da Nino Farina il 15 giugno 1949 (data della consegna) e da lui utilizzata (Gran Premi di automobilismo 1949). Potrebbe essere stata trasformata nella 1609, sempre di proprietà di Farina. | [ 11 ] [ 12 ] |
| 1603   | 4CLT/48  | Comprata da Luigi de Filippis l'8 settembre 1949 (data della consegna) e utilizzata da lui e da Clemente Biondetti. | [ 13 ]        |
| 1604   | 4CLT/48  | Comprata da Franco Rol l'8 settembre 1949 (data della consegna) e da lui utilizzata fino al 1950. Utilizzata da altri piloti fino al 1957. | [ 14 ]        |
| 1606   | 4CLT/48  | Comprata da Louis Chiron il 14 novembre 1949 (data della consegna) e da lui utilizzata fino al 1950. Utilizzata da altri piloti fino al 1952. | [ 15 ]        |
| 1607   | 4CLT/48  | Comprata da Enrico Platè il 21 settembre 1949 (data della consegna) e utilizzato da Prince Bira fino al 1951 (in questa stagione venne dotata di un motore Osca). | [ 16 ]        |
| 1609   | 4CLT/48  | Comprata da Nino Farina il 14 novembre 1949 (data della consegna) e da lui utilizzata (Temporada Argentina 1949-1950 e gare extracampionato nel 1950 e 1951). La vettura potrebbe essere un'evoluzione della 1602 della quale Farina era già proprietario.                                              | [ 17 ] [ 18 ] |
| 1611   | 4CLT/48  | Vettura ufficiale della Maserati e poi della Scuderia Milano venne utilizzata, tra gli altri, da Felice Bonetto e Nino Farina (1951). | [ 19 ] [ 20 ] |
| 1612   | 4CLT/50  | Vettura ufficiale della Maserati e poi della Scuderia Milano. | [ 21 ]        |